# 中国天主教爱国会
中国天主教爱国会，与中国天主教主教团合称为中国天主教“一会一团”。会址位于北京市，是中国的一个全国性群众团体，1957年于北京正式成立。1982年，在北京成立中国天主教主教团，为中国天主教各教区的领导机构。并成立中国天主教教务委员会。下属中国天主教神哲学院，培养天主教神职人员。主教团下设编审机构编辑出版刊物《中国天主教》和圣经、圣书等。

## 历史
1949年中华人民共和国成立后，在冷战的紧张环境下，中华人民共和国与反对共产主义的梵蒂冈未能建立外交关系。朝鲜战争爆发后，1952年中华人民共和国中断与梵蒂冈的官方关系，仅保留了中国天主教与梵蒂冈的宗教联系。但双方矛盾日趋尖锐（详见中華人民共和國—梵蒂岡關係）。中华人民共和国政府認為：
| “ | 1949年新中国成立后，罗马教廷站在与新生人民政权对立的错误立场上，煽动中国教徒反对共产党、反对社会主义新中国，并一再发布“通谕”和“命令”，禁止中国神职人员和教徒群众与人民政府合作，不准中国教徒参加人民政府支持的任何组织及其活动，妄图颠覆新生的人民政权。这些行径激起了广大爱国神职人员和教徒群众的极大愤慨和有力抵制。 1950年11月30日，四川省广元县王良佐神父和500多名教徒率先发表了《自立革新宣言》，主张中国天主教“与帝国主义割断各方面的关系”，“建立自治、自养、自传的新教会”。三自革新主张，在全国天主教界引起了强烈的反响，得到天主教界人士的广泛响应，中国天主教反帝爱国运动迅速扩展到全国各地。1957年6月—8月，中国天主教友第一次代表会议在北京举行，会议决定成立中国天主教爱国会，并通过了割断政治上、经济上和罗马教廷的关系，实行独立自主、自办教会方针的决议。这标志着中国天主教会从此走上独立自主自办教会道路。 | ” |

1956年7月7日，参加了1956年2月中国人民政治协商会议第二届全国委员会第二次全体会议（扩大）的王文成（南充教区主教）、张士琅（上海教区代理主教）、李君武（北京教区副主教）、董文隆（济南教区副主教）、赵经农（天水教区代理主教）、康思诚（南京教区无锡总铎）、李德培（天津教区神父）、张家树（上海教区神父、徐家汇修院院长）、杨士达（上海教区教友）向全国天主教神长教友发出《中国天主教友爱国会预备会议荐起书》，希望各地教友在7月18日前来北京，共同召开一次预备会议，以筹建“全国性的天主教友爱国机构”。:53
1956年7月19日，来自全国各教区的37人（4位主教、11位代主教、副主教、宗座总理、12位神父、10位教友。到会36人，张家树神父因身体情况请假）在北京举行中国天主教友爱国会筹备委员会发起人会议，商讨成立中国天主教友爱国会事宜。其中包括：王文成（四川省南充教区主教）、赵振声（河北省献县教区主教）、李伯渔（陕西省周至教区主教）、易宣化（湖北省襄樊教区主教）、李维光（江苏省南京教区代主教）、董文隆（山东省济南教区副主教，济南市天主教友爱国会主任）、李君武（北京教区副主教）、李德培（天津市纪家庄天主堂神父，天津市天主教友爱国会代主任）:55-56
1956年7月25日，他们作为发起人代表筹备处向全国神长教友发出《中国天主教友爱国会筹备委员会发起书》，其中称“为了更进一步团结全国神长教友，发扬爱国主义精神，积极参加祖国建设与各项爱国运动，保卫世界和平，协助政府贯彻宗教信仰自由政策，我们觉得有必要成立一个全国性的爱国组织。”同意发起建立中国天主教友爱国会筹备委员会。同时发起书中还宣布决定成立中国天主教友爱国会筹备处。1956年7月26日，中华人民共和国国务院总理周恩来在中南海紫光阁接见参加中国天主教友爱国会筹备委员会发起人会议人员。
1957年7月15日至8月2日，中国天主教友第一次代表会议在北京举行。这是历史上第一次由中国籍天主教神长教友召开的代表会议。会议主要讨论中国天主教会在中华人民共和国的前途问题，特别对梵蒂冈反对中华人民共和国的政治态度和中国神长教友爱国有没有罪等问题进行了激烈讨论。沈阳教区总主教皮漱石在发言中表示：“爱国的一切行动，是遵守天主诫命的具体表现，不但无罪而且有功，是一种美德，应受奖而不应受罚，这样不论以什么形态来的罚，就是不正义，因而是无效的，既无效，就无须乎接受，也就自然不必理睬了，这是一致的原则”。他认为从神学上讲，“罚是惩恶而不是惩善”，“无罪就没有罚”，“人为的法律应服从天主的法律”，因此爱国无罪。1957年8月2日即会议最后一天，全体代表一致通过了《中国天主教友爱国运动情况及今后任务》的报告，一致同意成立“中国天主教友爱国会”，并通过了《中国天主教友爱国会章程》和《中国天主教友代表会议决议》。报告认为：“爱国是公民的神圣职责。”“爱国又是天主的诫命”。会议决议称：“为了祖国的利益，为了教会的前途，中国天主教会必须彻底改变旧中国时代帝国主义带给我们教会的殖民地半殖民地状态，实行独立，由中国神长教友自己来办，在不违反祖国利益和尊严的前提下同梵蒂冈教廷保持纯宗教的关系，在当信当行的教义教规上服从教宗。但必须割断政治上、经济上和梵蒂冈的关系，坚决反对梵蒂冈利用宗教干涉我国内政、侵犯我国主权、破坏我们正义的反帝爱国运动的任何阴谋活动。”
会议认为：“爱国会是我们天主教友爱国爱教的群众团体，不是教会组织。因为这个团体的所有成员都是神长和教友，所以我们在宗教上应当保持圣而公教会精神，在当信当行的教义教规上，服从教宗领导。但是，梵蒂冈在政治上维护资本主义制度，追随美帝国主义，一贯反苏、反共、反社会主义，因此，我们必须坚决反对梵蒂冈利用宗教形式而进行的政治干涉和破坏阴谋，划清政治和宗教的界限，坚决割断与梵蒂冈在政治上、经济上的关系”。《中国天主教友爱国会章程》规定：“爱国会是中国天主教神长教友组成的爱国爱教的群众团体，发扬爱国主义精神，积极参加祖国社会主义建设和各项爱国活动，保卫世界和平，并协助政府贯彻宗教信仰自由政策”。
会后，代表们回到各地分别召集省、自治区、直辖市天主教界会议进行传达。山西省、四川省、山东省、江苏省、河北省、河南省、福建省、湖北省、浙江省、陕西省等省相继成立了省天主教友爱国会或爱国会筹备委员会。
1962年，中国天主教爱国会第二届代表会议决定将“中国天主教友爱国会”更名为“中国天主教爱国会”。文化大革命之前，中国天主教爱国会及各地天主教爱国会均为没有实权的群众团体。文化大革命期间，中华人民共和国的宗教活动停止。中国天主教爱国会及各地天主教爱国会均停止活动。文化大革命之后，1980年召开了中国天主教爱国会第三届代表会议及中国天主教第一届代表会议，选举产生了中国天主教爱国会第三届委员会，并成立了中国天主教主教团和中国天主教教务委员会，二者与中国天主教爱国会合称“两会一团”，奠定了改革开放后中国天主教新的领导架构。中国天主教爱国会及各地天主教爱国会也演变为天主教内实际上的权力机构。
中国天主教爱国会自成立后，一直未受到梵蒂冈方面的承认。例如2007年5月27日，教宗本篤十六世《致在中華人民共和國的天主教會的主教、司鐸、度奉獻生活者及教友的信》中認為：
| “ | 某些由國家建立的、與教會體制無關的機構，凌駕於主教之上領導教會團體的生活，是不符合教會道理的……上述機構所宣稱的宗旨，落實“獨立自主自辦教會和民主辦教原則” ，與教會道理是無法調和的。 而天主教會自古的信條就是“至一、至聖、至公、從宗徒傳下來的”。 | ” |

从梵蒂冈方面的观点看，天主教（羅馬公教）的定義中即包括服從教宗領導，維持合一的組織，否則不該稱為天主教。例如聖公宗（英國國教），分裂之初教義、儀式與組織皆與天主教相近，只因隸屬英國國王，不服從教宗領導，即被視為新教的一支。中国政府将教宗任命教区主教这一权限视为“干涉”其内政。梵蒂冈在历史上曾与欧洲各国政府经历相同的争议，后来梵蒂冈仅保留任命各国教区主教的权力。
但是，中国天主教爱国会方面则并不认为自己是裂教。表示中国天主教会所称的“独立自主自办教会”，是指在当信当行的教义教规上服从教宗，在政治上、经济上割断与梵蒂冈联系，反对梵蒂冈利用宗教干涉中国内政的做法。例如2000年11月29日，中国天主教爱国会主席傅铁山主教《在中国天主教反帝爱国运动五十周年纪念大会上的讲话》中称：
| “ | 中国天主教独立自主自办教会有其特定的含义，它主要是指在政治、经济和教会事务方面，而不是指当信当行的教义教规。是指国外势力不能干涉中国宗教内部事务，不能掌握中国教会的领导权，不能利用宗教干涉中国内政。中国天主教在信仰上同世界各国天主教会都是一致的，同属一个信仰，同行一个洗礼，都忠于至一至圣至公、从以伯多禄为首的宗徒们传下来的圣而公教会。中国的主教、神父、教友与世界各国的神长教友一样，每天在弥撒中为教宗祈祷。中国天主教在信仰上是纯正的，我们强调独立自主自办教会，并不是在宗教上标新立异，我们同世界各国天主教会一样同属基督奥体的一部分。”:13 | ” |

有关历史上的争议请参见中華人民共和國—梵蒂岡關係。此处从略。

## 宗旨
2010年修订的《中国天主教爱国会章程》第二条规定“本会是由全国天主教神长教友自愿结成的爱国爱教的群众团体。”第三条：“本会宗旨为：团结、带领全国天主教神长教友，拥护中国共产党的领导和社会主义制度，遵守国家宪法、法律、法规和政策；高举爱国爱教旗帜，在政治、经济和教会事务上坚持独立自主自办原则，维护国家主权和教会事务自主权，与社会主义社会相适应，按照民主办教精神协助教务组织做好牧灵福传工作；引导全国神长教友在促进经济社会发展中发挥积极作用，为维护祖国统一、民族团结、社会和谐、宗教和睦、世界和平作贡献。”

## 领导机构
根据2010年12月9日中国天主教第八届代表会议通过的《中国天主教爱国会章程》，中国天主教爱国会的最高权力机构为中国天主教全国代表会议。中国天主教全国代表会议由中国天主教爱国会常务委员会与中国天主教主教团常务委员会共同决定召开，每五年召开一次。中国天主教代表会议的职权是：

1. 制定和修改本会章程。
2. 听取和审议上一届中国天主教爱国会和主教团联合作的工作报告和财务报告。
3. 讨论并决定本届委员会的工作方针。
4. 选举产生本会委员会、常务委员会，主席、副主席、秘书长。
5. 决定终止事宜。
6. 决定其他重大事宜。

中国天主教爱国会设主席一名、副主席若干名、秘书长一名，常务委员、委员若干名。
中国天主教爱国会委员会是中国天主教全国代表会议的执行机构，每届任期五年，委员可连选连任。
中国天主教爱国会常务委员会是中国天主教爱国会委员会的执行机构，在中国天主教爱国会委员会闭会期间行使若干职权。中国天主教爱国会常务委员会每届任期五年，常委可连选连任。中国天主教爱国会常务委员会议由主席主持召开，每年召开一次。
中国天主教爱国会主席会议由中国天主教爱国会主席、副主席、秘书长组成，每半年举行一次。
有关重大事宜，中国天主教爱国会主席、副主席、秘书长得与中国天主教主教团主席、副主席、秘书长举行联席会议（简称中国天主教“一会一团”负责人联席会议）。
中国天主教爱国会主席主持中国天主教爱国会常务委员会日常工作。中国天主教爱国会主席为中国天主教爱国会法定代表人。中国天主教爱国会法定代表人不兼任其他团体的法定代表人。中国天主教爱国会主席每届任期五年，可连选连任，但任期不得超过两届。因特殊情况需延长届期的，须经全国代表会议到会代表三分之二以上表决通过，报主管部门同意后方可延长届期。
中国天主教爱国会副主席协助主席工作，副主席每届任期五年，可连选连任。
中国天主教爱国会秘书长在主席的领导下，负责处理日常会务。秘书长每届任期五年，可连选连任。
中国天主教爱国会副秘书长协助秘书长工作，副秘书长每届任期五年。
中国天主教爱国会可设名誉主席、顾问若干名。名誉主席、顾问每届任期五年。

## 全国代表会议
- 中国天主教友爱国会第一届代表会议：1957年7月15日—8月2日在北京举行，出席的代表共241人（主教11人、宗座总理4人、代理主教和副主教58人、神父代表84人、修士代表1人、修女代表9人、教友代表74人。其中因病因事请假4人），代表全国137个教区300余万天主教徒。会上成立了“中国天主教友爱国会”。皮漱石总主教当选为中国天主教友爱国会主席。[7][13][14]
- 中国天主教爱国会第二届代表会议：1962年1月5日—19日在北京举行，出席的代表共256人。会议听取了上一届主席皮漱石总主教作的《中国天教爱国会四年来的工作及今后任务》的报告，通过了《中国天主教爱国会第二届代表会议决议》。会议将“中国天主教友爱国会”更名为“中国天主教爱国会”，并修改了《中国天主教爱国会章程》，选举产生了中国天主教爱国会第二届委员会，皮漱石总主教再度当选为主席。[13][14]
- 中国天主教爱国会第三届代表会议：1980年5月22日—5月30日在北京举行，这是文革结束后的首次大会。出席的代表共198人。大会批判了“四人帮”对宗教的迫害，拥护中共十一届三中全会的召开。会议修订了《中国天主教爱国会章程》，通过了《告全国天主教神长教友书》和《告台湾天主教神长教友书》，确定了今后的主要任务是：“团结神长教友积极参加社会主义现代化建设，坚持独立自主、自办教会的方针，反对任何外来势力干涉和控制我国教会，协助人民政府贯彻宗教信仰自由政策，对神长教友进行爱国守法教育。”选举产生了中国天主教爱国会第三届委员会，宗怀德主教当选为主席。[13][15]
  - 中国天主教第一届代表会议：1980年5月30日中国天主教爱国会第三届代表会议结束后，紧接着在北京召开了“中国天主教第一届代表会议”。会议决定成立“中国天主教主教团”和“中国天主教教务委员会”，并通过了《中国天主教教务委员会章程》。[16]
- 中国天主教爱国会第四届代表会议和中国天主教第二届代表会议：1986年11月18日—11月29日在北京分别举行。出席这两个代表会议的代表共278人（主教37名，神父105名，修女11名，修士2名，修生6名，教友117名）。中国天主教爱国会第四届代表会议听取和审议了宗怀德主教代表中国天主教爱国会第三届委员会所作的工作报告，听取和讨论了涂世华主教关于修改《中国天主教爱国会章程》说明的报告，学习和讨论了《中共中央关于精神文明建设指导方针的决议》。会议选举产生了中国天主教爱国会第四届委员会，宗怀德主教再次当选为主席。中国天主教第二届代表会议讨论和通过了第一届中国天主教教务委员会的工作报告，明确了今后的工作任务，修订了《中国天主教教务委员会章程》，选举了第二届中国天主教教务委员会，学习和讨论了《中共中央关于社会主义精神文明建设指导方针的决议》。会议期间，中共中央和国务院领导接见了与会代表并讲话。[13][17][18][19]
- 中国天主教第五届代表会议：1992年9月15日—9月20日在北京举行，出席的代表共272人。会议通过了《中国天主教主教团章程》，修改了《中国天主教爱国会章程》。宗怀德主教再度连任中国天主教爱国会主席。会议还通过了调整中国天主教全国组织机构的决议，决定将原有的3个组织调整为中国天主教主教团和中国天主教爱国会，撤销了中国天主教教务委员会。[13][20]
- 中国天主教第六届代表会议：1998年1月17日—1月20日在北京举行，出席的代表共281人（主教70位，神父107位，修女23位，教友81位）。国家宗教局局长叶小文在开幕式上讲话，傅铁山主教作题为《爱国爱教，坚定信德，努力办好教会迎接新世纪的到来》的报告。会议选举产生了第六届中国天主教“一会一团”领导机构，选举傅铁山主教为中国天主教爱国会主席，刘元仁主教为中国天主教主教团主席，并修改了《中国天主教爱国会章程》、《中国天主教主教团章程》。[13][21]
- 中国天主教第七届代表会议：2004年7月7日—7月9日在北京举行，出席的代表共262人（应到代表291人。29人因病因事请假，其中因山体滑坡，西藏的2位代表未能到会）。会议审议通过了中国天主教爱国会、中国天主教主教团第六届常务委员会所作的工作报告以及重新修订的《中国天主教爱国会章程》、《中国天主教主教团章程》，再度选举傅铁山主教为中国天主教爱国会主席、刘元仁主教为中国天主教主教团主席。[13][22]
- 中国天主教第八届代表会议：2010年12月7日—12月9日在北京举行，出席的代表共314人（应到代表341人，其中主教61位、神父162位、修女24位、教友代表91位。请假27名）。会议听取和审议了马英林主教代表上届“一会一团”所作的《同心同德谱写中国天主教爱国爱教事业新篇章》的工作报告，审议并通过了《中国天主教爱国会章程》、《中国天主教主教团章程》修正案，选举产生了中国天主教“一会一团”新一届领导成员。会议期间，中共中央统战部常务副部长朱维群出席会议并接见了全体代表，国家宗教事务局局长王作安讲话。[13]
- 中国天主教第九次全国代表会议：2016年12月27日—12月29日在北京举行，出席的代表共365人。第八届中国天主教爱国会主席、中国天主教主教团副主席房兴耀主教致开幕词，中国天主教主教团主席、中国天主教爱国会副主席马英林主教代表第八届常务委员会作工作报告，中国天主教爱国会副主席沈斌主教主持开幕式。中共中央统战部常务副部长张裔炯，国家宗教事务局局长王作安、副局长陈宗荣应邀出席开幕式，王作安代表中共中央统战部、国家宗教事务局讲话。[23]会议审议通过了《中国天主教爱国会第八届常务委员会工作报告》和《中国天主教爱国会章程（修正案）》、《中国天主教主教团章程（修正案）》及中国天主教第九次全国代表会议决议。选举产生了以房兴耀主教为中国天主教爱国会主席、以马英林主教为中国天主教主教团主席的新一届“一会一团”领导班子。会议还选举产生了新一届委员会、常务委员会。[24]
- 中国天主教第十次全国代表会议：2022年8月18日—20日在武汉举行，出席的代表共345人。会议审议通过了《中国天主教“一会一团”第九届常委会工作报告》《中国天主教爱国会章程（修正案）》《中国天主教主教团章程（修正案）》。选举产生了以李山主教为中国天主教爱国会主席、以沈斌主教为中国天主教主教团主席的新一届“一会一团”领导班子。会议还选举产生了新一届委员会、常务委员会和“一会一团”监事会成员[25]。

## 机构沿革

### 第一届委员会
（1957年8月3日成立）
- 主席：皮漱石总主教（沈阳总主教区）
- 副主席：杨士达教友（上海教区，任内病故）、李伯渔主教（陕西周至教区）、李维光代总主教（南京总主教区）、王文成主教（四川南充教区）、赵振声主教（河北献县教区）、董文隆代主教（济南教区）、李德培神父（天津教区）、曹道生教友（太原教区）
- 秘书长：李君武副主教（北京教区）
- 副秘书长：易宣化主教（湖北襄阳教区）、杨高坚代主教（湖南常德教区）、汤履道教友（上海教区，任内病故）

### 第二届委员会
（1962年1月选出）
- 主席：皮漱石主教
- 副主席：杨士达教友、李伯渔主教、李维光主教、赵振声主教、董文隆主教、李德培主教、曹道生教友、张家树主教、李君武副主教、王良佐神甫

### 第三届委员会
（1980年5月选出）
- 主席：宗怀德主教
- 副主席：张家树主教、李德培主教、曹道生教友、杨高坚主教、涂世华主教、傅铁山主教、王良佐神甫、汤履道教友

### 第四届委员会
（1986年11月选出）
- 主席：宗怀德主教（北京教区）
- 副主席：张家树主教、李德培主教、王良佐神甫、杨高坚主教、汤履道教友、涂世华主教、董光清主教、傅铁山主教、蔡体远主教

### 第五届委员会
（1992年9月选出）
- 主席：宗怀德
- 副主席：金鲁贤主教、涂世华主教、郁成才主教、董光清主教、刘景和主教、刘柏年教友、王良佐神甫、朱世昌教友、李笃安主教、俞嘉第教友

### 第六届委员会
（1998年1月选出）
- 主席：傅铁山主教（北京教区，任内病故）
- 副主席：刘元仁主教、涂世华主教、刘柏年教友、俞嘉第教友、霍成主教、吕国存教友、龚秋生神甫

### 第七届委员会
（2003年7日选出）
- 主席：傅铁山主教
- 副主席：刘元仁主教、刘柏年教友、俞嘉第教友、吕国存教友、马英林主教、周肖吾教友、刘德申教友、詹思禄主教、方建平主教、雷世银神甫

### 第八届委员会
（2010年12月9日选出）
- 主席：房兴耀主教
- 副主席：马英林主教（昆明教区）、雷世银主教（乐山教区）、刘元龙教友、郭金才主教（承德教区）、黄炳章神甫（汕头教区）、沈斌主教（海门教区）、舒南武教友、岳福生神甫（黑龙江教区）、孟青录主教（呼和浩特教区）、吴琳修女（汉口教区）
- 秘书长：刘元龙教友[26]

### 第九届委员会
（2016年12月29日选出）
- 主席：房兴耀主教
- 副主席：马英林主教（昆明教区）、沈斌主教（海门教区）、雷世银主教（乐山教区）、刘元龙教友、黄炳章主教（汕头教区）、舒南武教友、岳福生主教（黑龙江教区）、孟青录主教（呼和浩特教区）、吴琳修女（汉口教区）、施雪琴教友
- 秘书长：刘元龙教友（兼）[27]

### 第十届委员会
（2022年8月20日选出）
- 主席：李山主教
- 副主席：沈斌主教（上海教区）、黄炳章主教（汕头教区）、岳福生主教（黑龙江教区）、孟青录主教（呼和浩特教区）、吴琳修女（汉口教区）、施雪琴教友、周小雄教友、刘新红主教（安徽教区）、高伏友神父、孟宁友主教（太原教区）
- 秘书长：谭立铸教友

### 中国天主教“一会一团”名誉主席
（见中国天主教主教团条目）

### 中国天主教“一会一团”顾问
（见中国天主教主教团条目）